# Istituto Nazionale salute Migrazioni e Povertà
L'INMP, Istituto Nazionale per la promozione della salute delle popolazioni Migranti e per il contrasto delle malattie della Povertà, è un ente del servizio sanitario nazionale, vigilato dal Ministero della salute, istituito nel 2007 per fronteggiare le sfide sociosanitarie poste dalle popolazioni più vulnerabili. L’Istituto accoglie e cura tutte le persone, italiani e migranti, che si trovano in una condizione di grave disagio economico e sociale e incontrano maggiori difficoltà nell’accesso alle cure.
La sede dell'INMP è a Roma, nel quartiere di Trastevere, presso l’antico Ospedale San Gallicano.

## Storia
L’INMP nasce con decreto del Ministero della salute il 6 agosto 2007. Dopo un periodo di sperimentazione gestionale, la Legge n. 189/2012 stabilizza l’Istituto, che viene individuato come Centro di riferimento della rete nazionale per le problematiche di assistenza in campo socio-sanitario legate alle popolazioni migranti e alla povertà, nonché Centro nazionale per la mediazione transculturale in campo sanitario. Dal 2019 l’INMP è anche Centro Collaboratore OMS per l’evidenza scientifica e il capacity building relativamente alla salute dei migranti.

## Struttura e organizzazione
L’INMP è un ente con personalità giuridica di diritto pubblico, dotato di autonomia organizzativa, amministrativa e contabile, sottoposto alla vigilanza del Ministero della Salute. Sono organi dell'Istituto il Consiglio di Indirizzo, il Direttore Generale e il Collegio Sindacale. Da un punto di vista organizzativo, l’INMP si articola in tre Direzioni, generale, sanitaria e amministrativa, così a loro volta suddivise:
Articolazione organizzativa della Direzione Generale:
Comunicazione e URP
- U.O.C.  Coordinamento scientifico
  - U.O.S.  Formazione ed ECM

Articolazione organizzativa della Direzione Sanitaria:
- U.O.C. Epidemiologia
- U.O.C. Rapporti internazionali, con le Regioni e gestione del ciclo di progetto
  - U.O.S. Salute globale e cooperazione internazionale
- U.O.C. Prevenzione sanitaria
  - U.O.S. Polispecialistica e professioni sanitarie
  - U.O.S. Salute mentale
- U.O.C. Odontoiatria sociale
- U.O.S. Salute e mediazione transculturale

Articolazione organizzativa della Direzione Amministrativa:
- U.O.C. Governance, affari amministrativi e legali
  - U.O.S. Acquisizione beni, servizi e patrimonio
- U.O.C. Bilancio e gestione del personale
- U.O.C. Pianificazione strategica e bilancio sociale
  - U.O.S. Sistema informativo e statistico
- U.O.S. Controllo di gestione

L’Istituto è dotato di un organico costituito da personale sanitario, tecnico (medici, infermieri, psicologi, antropologi, mediatori transculturali), amministrativo.

## Funzioni e principali attività
La funzione dell’Istituto è quella di sviluppare sistemi innovativi per contrastare le disuguaglianze di salute in Italia, facilitando l’accesso al Servizio Sanitario Nazionale per i gruppi sociali più svantaggiati e assicurando un alto livello di qualità delle prestazioni socio-sanitarie erogate.
L’INMP persegue la sua funzione e i suoi obiettivi attraverso l’assistenza socio-sanitaria ad accesso immediato nel proprio poliambulatorio, dotato di strumentazioni all’avanguardia, le attività di medicina di prossimità sul territorio e iniziative di salute globale in Italia e all’estero. Conduce inoltre ricerca clinica ed epidemiologica così come la formazione per i professionisti della salute (l’INMP è provider ECM).
In particolare, l’INMP: 
- Realizza, attraverso uno staff multidisciplinare di medici, psicologi, infermieri, mediatori transculturali e antropologi, un modello di accoglienza, assistenza e cura con approccio olistico di presa in carico della persona
- Mette in atto programmi di formazione ECM e non, educazione e comunicazione sanitaria. Sviluppa, in particolare, corsi per la mediazione transculturale in ambito sanitario
- Svolge attività di ricerca quali-quantitativa attraverso progetti clinici, lo studio di modelli sperimentali per la gestione di servizi sanitari, specificamente orientati alle malattie legate alla povertà e all’esclusione sociale, la ricerca medica antropologica e nella sanità pubblica
- Svolge attività di Osservatorio epidemiologico nazionale riguardo alla condizione di salute delle persone maggiormente vulnerabili
- Attua progetti con finanziamento nazionale ed europeo